# باب خيبر
باب خيبر (بالأردوية: باب خیبر)‏ هو نصب تذكاري يقع عند مدخل ممر خيبر في المناطق القبلية الخاضعة للإدارة الاتحادية في باكستان. تقع البوابة مباشرة غرب بيشاور، كما يجاورها حصن جامرود التاريخي.